# Кочетов, Иван Данилович
Иван Данилович Ко́четов (9 июня 1917 года — 14 мая 1943 года) — командир эскадрильи 70-го гвардейского штурмового авиационного полка (3-я гвардейская штурмовая авиационная дивизия, 6-я воздушная армия, Северо-Западный фронт), гвардии старший лейтенант, Герой Советского Союза.

## Биография
Иван Данилович Кочетов родился в июне 1917 года в Стерлитамаке. Русский. Образование неполное среднее. Член ВКП(б) с 1943 года. До призыва в армию работал слесарем в Стерлитамакской МТС.
В Красную Армию призван в 1937 году Стерлитамакским горвоенкоматом. В 1938 году окончил Оренбургскую военную школу лётчиков. На фронте Великой Отечественной войны с сентября 1941 года.
Отличился в воздушных боях, совершил 462 штурмовых вылета. С 26 января 1943 года — командир эскадрильи 70-го гвардейского штурмового авиационного полка (3-я гвардейская штурмовая авиационная дивизия, 6-я воздушная армия, Северо-Западный фронт).
Погиб 14 мая 1943 года. Похоронен в деревне Градобить (ныне — Фировского района Тверской области).

## Награды
Указом Президиума Верховного Совета СССР от 24 августа 1943 года за образцовое выполнение заданий командования и проявленные мужество и героизм в боях с немецко-фашистскими захватчиками гвардии старшему лейтенанту Кочетову Ивану Даниловичу посмертно присвоено звание Героя Советского Союза.
Также награждён орденом Ленина, орденами Красного Знамени, Красной Звезды.

## Память
Имя Героя носит одна из улиц города Стерлитамака, там же на зданиях школы и бывшего аэроклуба, где учился Иван Кочетов, установлены мемориальные доски.